# Кравцово (Воронежская область)
Кравцово — хутор в Богучарском районе Воронежской области.
Входит в состав Радченского сельского поселения.

## Население
| 2000 | 2005 | 2010 |
| ---- | ---- | ---- |
| 121  | ↘110 | ↘81  |

## География

### Улицы
- ул. Мира,
- ул. Школьная,
- пер. Нагорный,
- пер. Первомайский,
- пер. Степной.